# Batalla de Cutanda
La batalla de Cutanda fue un hecho de armas entre Alfonso I el Batallador y el ejército mandado por Alí ibn Yusuf (1120), ocurrido en Cutanda, cerca de Calamocha (Teruel), en el que los almorávides fueron vencidos por los ejércitos cristianos.
Alfonso I contó con la ayuda de Guillermo IX el Trovador, duque de Aquitania. En junio, el ejército cristiano comandado por Alfonso I de Aragón derrotó al ejército almorávide. Como consecuencia, el rey aragonés se apoderó de las fortalezas de Calatayud y de Daroca.
Tras la caída de Zaragoza en 1118 a manos del rey aragonés, los territorios y más importantes ciudades de la antigua taifa caían uno tras otro en poder del Batallador. En 1119 reconstruyó la ciudad abandonada de Soria y repobló su comarca, y en 1120 ponía sitio a Calatayud.
En ese momento Alfonso I supo que los almorávides marchaban hacia Zaragoza para intentar reconquistarla con un potente ejército reclutado desde el invierno de 1119 en Molina de Aragón, Lérida, Murcia, Granada, Valencia y Sevilla al mando de Ibrahim ibn Yusuf, a la sazón caíd de Ishbiliya.
El avance musulmán se produjo ascendiendo por el valle del río Jiloca hasta Calamocha según María Jesús Viguera o siguiendo la ruta de Perales del Alfambra y Portalrubio, según Antonio Ubieto Arteta. El rey de Aragón salió a su encuentro, que se produjo en la localidad de Cutanda, con resultado de victoria decisiva para Alfonso I. 
La batalla de Cutanda fue una de las más importantes victorias del Batallador. Las fuentes musulmanas no dejan de reconocer la decisiva derrota y las numerosas bajas habidas en la batalla. En el plano estratégico, el desastre acababa con las esperanzas de recuperar Zaragoza para el islam.
La batalla pasó a la paremiología popular en la expresión recogida por Zurita «peor fue que la de Cutanda» o «peor fue la de Cutanda» con el sentido de minimizar desgracias.